# Premio al miglior film d'esordio canadese
Il Premio al miglior film d'esordio canadese è un premio cinematografico annuale assegnato dal Festival internazionale del cinema di Toronto ad un film giudicato il miglior lungometraggio canadese realizzato da un regista esordiente.
A partire dal 2017, il premio è sponsorizzato dalla Città di Toronto e quindi conosciuto come il  "City of Toronto Award for Best Canadian First Feature Film".
Come per tutti i premi giurati del TIFF, la giuria ha la facoltà di concedere una o più menzioni onorevoli in aggiunta al vincitore del premio principale.

## Vincitori
† indica un film che ha vinto anche il premio per il Miglior film ai Genie Awards o ai Canadian Screen Awards.
| Anno                                                  | Film                                   | Regista | Note |
| ----------------------------------------------------- | -------------------------------------- | ------- | ---- |
| 1997                                                  |                                        |         |      |
| Cube - Il cubo (Cube)                                 | Vincenzo Natali                        | [ 2 ]   |      |
| 1998                                                  |                                        |         |      |
| Last Night †                                          | Don McKellar                           | [ 3 ]   |      |
| 1999                                                  |                                        |         |      |
| Just Watch Me: Trudeau and the '70s Generation        | Catherine Annau                        | [ 4 ]   |      |
| Full Blast                                            | Rodrigue Jean                          | [ 4 ]   |      |
| 2000                                                  |                                        |         |      |
| La moitié gauche du frigo †                           | Philippe Falardeau                     | [ 5 ]   |      |
| Red Deer                                              | Anthony Couture                        | [ 5 ]   |      |
| 2001                                                  |                                        |         |      |
| Inertia                                               | Sean Garrity                           | [ 6 ]   |      |
| 2002                                                  |                                        |         |      |
| Marion Bridge                                         | Wiebke von Carolsfeld                  | [ 7 ]   |      |
| 2003                                                  |                                        |         |      |
| Love, Sex and Eating the Bones                        | Sudz Sutherland                        | [ 8 ]   |      |
| 2004                                                  |                                        |         |      |
| La peau blanche †                                     | Daniel Roby                            | [ 9 ]   |      |
| 2005                                                  |                                        |         |      |
| The Life and Hard Times of Guy Terrifico              | Michael Mabbott                        | [ 10 ]  |      |
| 2006                                                  |                                        |         |      |
| Sur la trace d'Igor Rizzi (Sur la trace d'Igor Rizzi) | Noël Mitrani                           | [ 11 ]  |      |
| 2007                                                  |                                        |         |      |
| Continental, un film sans fusil                       | Stéphane Lafleur                       | [ 12 ]  |      |
| 2008                                                  |                                        |         |      |
| Le jour avant le lendemain                            | Marie-Hélène Cousineau, Madeline Ivalu | [ 13 ]  |      |
| Borderline                                            | Lyne Charlebois                        | [ 13 ]  |      |
| 2009                                                  |                                        |         |      |
| The Wild Hunt                                         | Alexandre Franchi                      | [ 14 ]  |      |
| 2010                                                  |                                        |         |      |
| The High Cost of Living                               | Deborah Chow                           | [ 15 ]  |      |
| 2011                                                  |                                        |         |      |
| Edwin Boyd                                            | Nathan Morlando                        | [ 16 ]  |      |
| 2012                                                  |                                        |         |      |
| Antiviral                                             | Brandon Cronenberg                     | [ 17 ]  |      |
| Blackbird                                             | Jason Buxton                           | [ 17 ]  |      |
| 2013                                                  |                                        |         |      |
| Asphalt Watches                                       | Shayne Ehman, Seth Scriver             | [ 18 ]  |      |
| 2014                                                  |                                        |         |      |
| Bang Bang Baby †                                      | Jeffrey St. Jules                      | [ 19 ]  |      |
| 2015                                                  |                                        |         |      |
| Sleeping Giant                                        | Andrew Cividino                        | [ 20 ]  |      |
| 2016                                                  |                                        |         |      |
| Lao shi †                                             | Johnny Ma                              | [ 21 ]  |      |
| 2017                                                  |                                        |         |      |
| Luk'Luk'I                                             | Wayne Wapeemukwa                       | [ 22 ]  |      |
| 2018                                                  |                                        |         |      |
| Les routes en février                                 | Katherine Jerkovic                     | [ 23 ]  |      |